# Jacques Arago

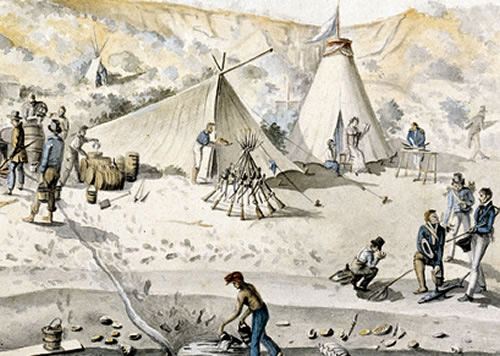
Obozowisko w Zatoce Rekiniej, rys. Jacques Arago

Jacques Étienne Arago fr: ʒak ɛtiɛ̃: arago (ur. 6 marca 1790 w Estagel pod Perpignan, zm. 27 listopada 1855 w Paryżu) – francuski podróżnik, rysownik i literat; młodszy brat fizyka, astronoma i polityka François Arago.

## Życiorys
W roku 1817 Arago został zaangażowany jako rysownik i reportażysta przez przygotowującego wyprawę na Morza Południowe Louisa Claude'a de Saulces de Freycineta. We wrześniu ekspedycja l'Uranie wyruszyła w drogę na pokładzie statku. W skład załogi, jako zespół naukowy, wchodzili też: oceanograf Louis-Isadore Duperrey, przyrodnicy Joseph Paul Gaimard, Charles Gaudichaud-Beaupré i Jean René Constant Quoy.
W ciągu trzech lat statek opłynął glob, odwiedzając (na Pacyfiku) Mariany, Hawaje oraz osady brytyjskie na południowo-wschodnich wybrzeżach Australii. Arago wykonał w tym czasie kilkaset rysunków i akwarel przedstawiających zarówno okazy flory i fauny, jak też sceny z życia tubylczych plemion i obrazki z wyprawy.
Po powrocie do Francji w listopadzie 1820 roku Arago siadł do spisywania relacji z wyprawy, która pod tytułem Voyage autour du monde (Wyprawa naokoło świata) została opublikowana w 1822, a więc znacznie wcześniej niż oficjalny raport Freycineta. Sukces książki przyczynił się w znacznym stopniu do tego, że Arago w latach następnych poświęcił się – jako dramatopisarz i reżyser – teatrowi.
Do opisu wyprawy z Freycinetem dookoła świata powrócił w latach 1838-1840 wydając – mimo postępującej od 1837 roku ślepoty – poszerzoną i bogato ilustrowaną relację pt. Curieux voyage autour du monde (1853). Po utracie wzorku, jedną z jego wypraw opisał polski podróżnik Teodor Tripplin, który wydał ją pod tytułem Podróż przez Saharę, ułożona z opowiadań Jakuba Arago i objaśniona przypisami i uwagami w 1854 roku.
Dla teatru napisał:
- Chabert, wodewil z Louisem Lurine w 1832;
- Le Prix de folie, wodewil, z własnym bratem Étienne w 1833-1834;
- Les Papillotes, wodewil, z Jakiem Ancelotem w 1834;
- Un noviciat diplomatique w 1834;
- Le Cadet de Gascogne, wodewil, z L. Buquetem w 1836;
- Un élève de Rome, komedia, jednoaktówka z Charlesem Varinem i De Forgesem w 1837;
- Un mois à Naples, wodewil, z Duplessy'm w 1837;
- Mademoiselle d’Alvigny, porucznik dragonów, wodewil, w 1838;
- Le Camélia z Edouardem Gouinem w 1840;
- L’Éclat de rire, dramat w 3 aktach z Ant. Martinem w 1840;
- Mon ami Cléobul, komedia-wodewil, w 1840;
- Un grand criminel z Varinem i Augustem Lefranc w 1841;
- Le Duc de Reischtadt, dramat w 2 aktach z Louisem Lurine.

Inne prace:
- Promenades historiques, philosophiques et pittoresques dans le département de la Gironde;
- Souvenirs d'un aveugle.